# سارا بهرامي
سارا بهرامی ((بالفارسية: سارا بهرامی)، ولدت 19 سبتمبر 1982 في أصفهان، إيران) هي ممثلة إيرانية.

## الأفلام
- قمع (2019)
- ألف قدم (2018)
- القراع عصفور (2018)
- نقار الخشب (2018)
- إيطاليا إيطاليا (2017)
- أنت فقط تكون أمي (2016)
- جیتا (2016)
- رجل دييغو مارادونا (2015)
- قبل الفجر (2013)
- طهرون (2009)

## روابط خارجية
- سارا بهرامي على موقع IMDb (الإنجليزية)
- سارا بهرامي على موقع قاعدة بيانات الفيلم (الإنجليزية)